# Lake St. Joseph
Der Lake St. Joseph ist ein See an der Grenze der beiden Distrikte Thunder Bay und Kenora in der kanadischen Provinz Ontario.
Der ursprünglich 364 km² große See wurde im Jahr 1936 durch den Bau des Rat Rapids Dam und der Cedars Channel Dams aufgestaut. Die Wasserfläche beträgt nun 459 km², die Gesamtfläche einschließlich Inseln beträgt 493 km². 
Aufgrund der Wasserspiegelschwankungen im aufgestauten See kann die Wasserfläche sehr stark variieren. Zusätzlich wurde am westlichen Seeende der Root River Dam (Lake St. Joseph Diversion Dam) errichtet, der es ermöglicht, Wasser zum südwestlich gelegenen Lac Seul abzuleiten.
Der Fluss Albany River bildet den Abfluss des Sees an dessen östlichem Ende zum benachbarten Osnaburgh Lake. Wichtigster Zufluss des Lake St. Joseph ist der Cat River. Dieser entwässert ein nordwestlich gelegenes Seensystem und mündet mit zwei Flussarmen am Nordwestufer in den See.
Der See ist von Ignace aus über den Ontario Highway 599 erreichbar. Die Straße führt am Ostufer des Sees vorbei zum 35 km nordöstlich des Sees gelegenen Ort Pickle Lake.

## Seefauna
Im Lake St. Joseph werden folgende Fischarten gefangen: Glasaugenbarsch, Kanadischer Zander, Forellenbarsch, Schwarzbarsch, Hecht, Muskellunge, Amerikanischer Flussbarsch, Amerikanischer Seesaibling, Heringsmaräne und See-Stör.